# Chiesa di Santa Maria Assunta (Novi Ligure)
La chiesa di Santa Maria Assunta, nota anche come Collegiata di Santa Maria Maggiore, è la parrocchiale di Novi Ligure, in provincia di Alessandria e diocesi di Tortona; fa parte del vicariato di Novi Ligure.

## Storia
L'originaria chiesa di Santa Maria Assunta sorse tra i secoli VI e VII al posto di un antico tempio pagano.

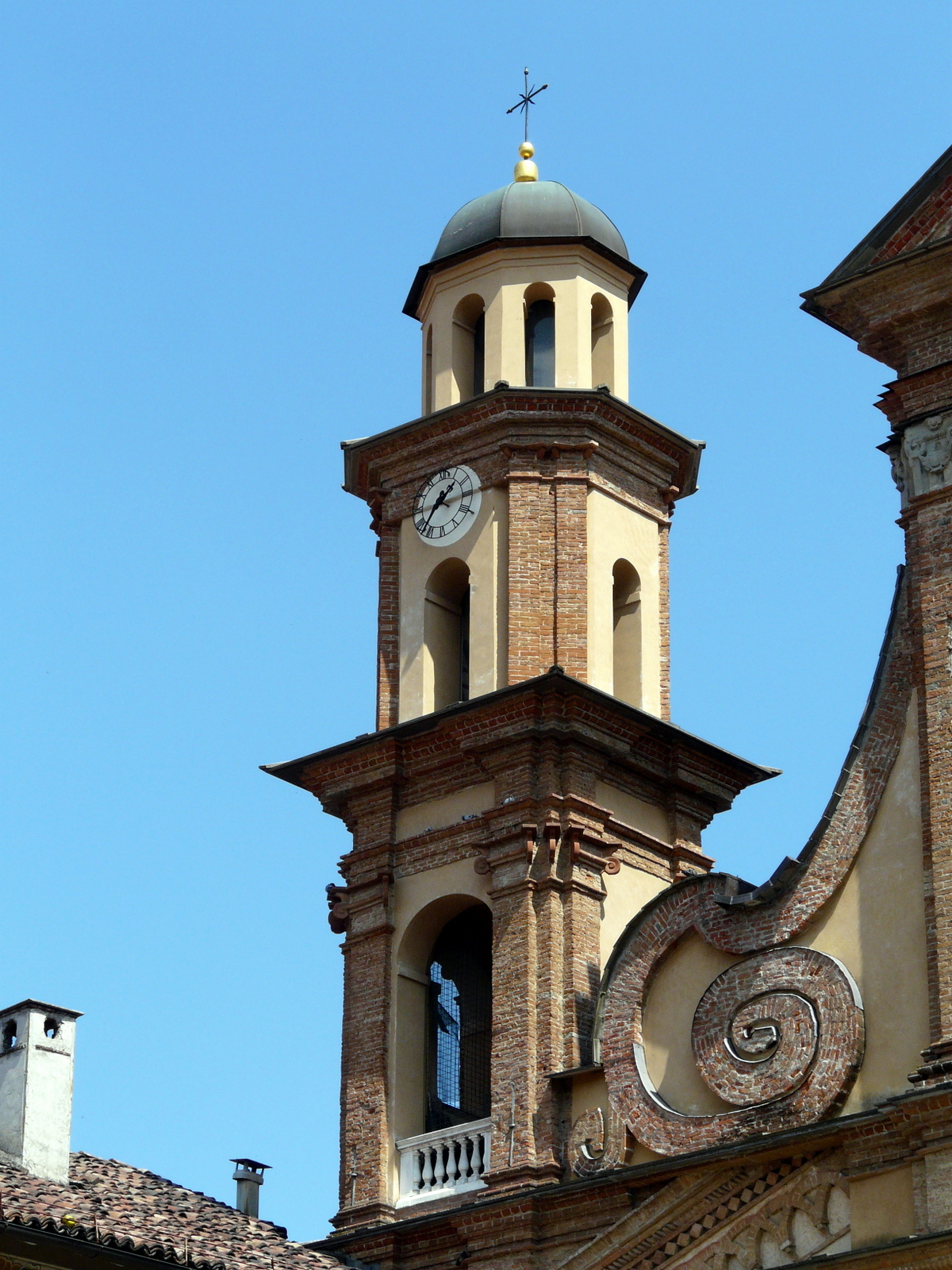
Il campanile di sinistra

Tuttavia, le prime attestazioni certe di questo luogo di culto risalgono al Duecento, periodo in cui fu anche sottoposto a un rimaneggiamento.
La collegiata venne interessata da un intervento di rifacimento in stile barocco nel 1679; la consacrazione fu poi impartita nel 1684.

## Descrizione

### Esterno
La facciata a salienti della chiesa, rivolta a occidente, è suddivisa da una cornice marcapiano aggettante in due registri, entrambi scanditi da lesene; quello inferiore, più largo, presenta tre portali d'ingresso, quattro nicchie e altrettante specchiature, mentre quello superiore, affiancato da volute, è caratterizzato da una finestra quadrilobata e coronata dal timpano triangolare.
Ai lati dell'ordine superiore del prospetto si innalzano i due campanili a pianta quadrata, ognuno dei quali presenta una cella abbellita da monofore e sormontato da un doppio tamburo sorreggente la cupoletta. 

### Interno
L'interno dell'edificio è suddiviso da colonne sorreggenti archi a tutto sesto in tre navate, voltate a botte, sulle quali si affacciano le cappelle laterali; al termine dell'aula si sviluppa il presbiterio, rialzato di alcuni gradini e chiuso dall'abside poligonale.
Qui sono conservate diverse opere di pregio, tra le quali la pala con soggetto l'Annunciazione, il cui autore è Domenico Fiasella, la statua ritraente la Beata Vergine Lagrimosa, intagliata nel XV secolo, le tela raffigurante la Natività della Vergine, eseguita nel 1666 da Giovanni Battista Casoni, il gruppo scultoreo della Crocifissione, l'organo, costruito dalla ditta Serassi, e la pala che rappresenta San Francesco Saverio mentre predica agli indiani, realizzata da Andrea Pozzo.